# Veljko Ostojić
Veljko Ostojić (ur. 13 października 1958 w Pazinie) – chorwacki polityk, działacz Istryjskiego Zgromadzenia Demokratycznego (IDS), w latach 2011–2013 minister turystyki.

## Życiorys
W 1976 ukończył szkołę średnią w Puli, a w 1981 studia na wydziale handlu zagranicznego Uniwersytetu w Zagrzebiu. Pracował w różnych przedsiębiorstwach i instytucjach branży turystycznej. W 1993 wstąpił do Istryjskiego Zgromadzenia Demokratycznego. W latach 2000–2001 był wiceministrem kultury, do 2001 do 2009 wchodził w skład władz regionalnych w żupanii istryjskiej, gdzie odpowiadał za turystykę i rozwój obszarów wiejskich. W latach 2001–2010 kierował stowarzyszeniem Turističke zajednice Istarske županije. W 2009 został członkiem zarządu chorwackiego zrzeszenia pracodawców branży hotelarskiej, a w 2010 członkiem rady gospodarczej przy prezydencie Chorwacji.
W grudniu 2011 powołany na ministra turystyki w rządzie Zorana Milanovicia. Zakończył urzędowanie w marcu 2013. W 2018 objął stanowisko dyrektora organizacji Hrvatska udruga turizma (HUT) działającej w sektorze turystycznym.